# چارانجیت کومار
چارانجیت کومار (انگلیسی: Charanjit Kumar؛ زادهٔ ۱۱ آوریل ۱۹۵۶) بازیکن هاکی روی چمن اهل هند بود.
وی به‌همراه تیم ملی هاکی روی چمن مردان هند به قهرمانی بازی‌های المپیک تابستانی ۱۹۸۰ دست پیدا کرده‌است.